# Giuseppe Bona
Giuseppe Bona (fl. XX secolo) è stato un calciatore italiano, di ruolo difensore.

## Carriera
Con la Speranza Savona disputa 22 gare nel campionato di Prima Divisione 1922-1923.